# Île Nouvelle
L’île Nouvelle est l'une des îles de l'estuaire de la Gironde. Elle se partage entre les communes de Blaye et de Saint-Genès-de-Blaye du département de la Gironde, en région Nouvelle-Aquitaine. C'est une île alluviale apparue au début du XIXe siècle, longtemps habitée et vouée à la viticulture. Elle est la propriété du Conservatoire du littoral depuis 1991 qui y mène une politique de renaturation du site. Les 265 hectares de l'île sont occupés par des vasières, des roselières et des boisements humides qui hébergent une faune abondante et variée d'oiseaux et de poissons.

## Localisation
L'île Nouvelle est une île de l'archipel girondin sur l'estuaire de la Gironde dans le département homonyme en région Nouvelle-Aquitaine. Elle fait partie des communes de Blaye pour la partie sud correspondant à l'ancienne île Sans-Pain et Saint-Genès-de-Blaye  pour la partie nord correspondant à l'ancienne île Bouchaud. Ces deux communes font face à l'île sur la rive droite de l'estuaire. L'île s'étend sur environ 265 ha, y compris les vasières de l'intérieur de l'île.

## Formation
L'île nouvelle appartient à un archipel de huit îles et îlots situées au cœur de l'estuaire, entre les côtes du Blayais et du Médoc. Elle-même est issue de la réunion de deux îlots apparus au XVIIIe siècle : l’île Sans-Pain et l’île Bouchaud.
Comme toutes les îles de l'estuaire, ces dernières se sont formées par suite de l'accumulation d'alluvions issues des deux fleuves formant l'estuaire de la Gironde, la Dordogne et la Garonne, et de sables marins en provenance de l'océan Atlantique. Le dépôt des alluvions fluviatiles est favorisé par le ralentissement du courant lors de l'étale de la marée. De plus l'augmentation de la salinité de l'eau liée aux apports d'eau de mer favorise la floculation des argiles en suspension.
Formant initialement deux bancs de sables limoneux, les îles Sans-Pain et Bouchaud sont mentionnées pour la première fois sur une carte marine en 1825 comme les îles du Petit Fagnar et du Grand Fagnar. Dès cette époque, les bancs de sables se sont fixés et couverts de joncs et de roseaux, les îles se développant peu à peu par suite de l'accumulation croissante de sédiments. Les îles Bouchaud et Sans-Pain sont réunies par un cordon d'enrochement entre 1859 et 1866 du côté ouest, le long du chenal de navigation. Alluvionnement et remblaiement contribuent à la fusion des deux îles qui est complète depuis les années 1950,.

## Historique
Les îles Sans-Pain et Bouchaud sont colonisées par l'homme dès la seconde moitié du XIXe siècle : des digues y sont installées afin de les rendre propices à la culture de la vigne. En 1849, le premier vignoble est planté sur l'île. Dix ans plus tard, un cordon d'enrochement est construit afin d'augmenter la surface cultivable. C'est ainsi que peu à peu, les deux îles en viennent à n'en constituer qu'une seule, baptisée île Nouvelle.
Les premiers habitants s'installent sur l'île à la fin du XIXe siècle, y construisant deux villages dont quelques bâtiments subsistent toujours aujourd'hui. Ces derniers comprenaient, outre les maisons d'habitation, des écoles et une église. Une micro-société se développe, vivant principalement de l'exploitation de la vigne et du maraîchage, notamment de la production d'artichauts. Dans les années 1920, l'île compte jusqu'à 120 habitants baptisés « Îlouts ».
Cependant, la crise vinicole des années 1950 entraîne la ruine des habitants, contraints d'arracher leurs ceps de vigne. Alors que la population décline, les habitants restants se reconvertissent dans la maïsiculture.
Dans les années 1970, les derniers « Îlouts » quittent une terre qui ne leur permet plus de survivre.
L'île est rachetée en 1991 par le conservatoire du littoral, qui en confie l'exploitation à la commune de Blaye et au conseil général de la Gironde. Depuis les années 90, plusieurs tempêtes successives ont entamé les digues qui n'ont volontairement pas été reconstruites pour laisser rentrer l'eau au gré des marées.

## Écologie

### Biotope
L'île Nouvelle est en zone inondable, entièrement située sous le niveau des grandes marées. La moitié nord de l'île comprend une vasière alimentée directement par les eaux de l'estuaire grâce à une brèche dans la digue causée par la tempête Xynthia de 2010. Dans la moitié sud, les digues sont fonctionnelles et l'alimentation en eau est contrôlée par des écluses. 

### Classement et gestion du site
La richesse écologique de ses habitats valent à l'île d'être classée ZNIEFF (zone naturelle d'intérêt écologique, faunistique et floristique) continentale de type 1 depuis 2007. La superficie de cette zone couvre 382 ha, c'est-à-dire outre les parties anciennement endiguées, les vasières et roselières périphériques. Elle est incluse dans la ZNIEFF de type 2 et le site d'importance communautaire de l'estuaire de la Gironde. Elle bénéficie de mesures de protection. Du point de vue de l'urbanisme elle est classée en zone naturelle et forestière. Elle est aussi protégée à titre foncier depuis son acquisition par le Conservatoire du littoral en 1991. Ce dernier en confie la gestion au département de la Gironde en 1999. Depuis 2014, l'île est intégrée au réseau Natura 2000 en tant que partie de la ZSC (zone spéciale de conservation) de l'estuaire de la Gironde,,,.
La chasse à la tonne est pratiquée sur la rive ouest. Les ragondins et les sangliers font l'objet de campagnes de régulation des populations,.
Un suivi scientifique du site permet de quantifier la biodiversité et de mesurer l'abondance des espèces. Ainsi des campagnes de pêches en 2011 et 2012 dans les zones dépoldérisées recensent 12 espèces de poissons sur l'île Nouvelle soit un niveau comparable à celui des vasières naturelles. Pour l'avifaune, plus de 100 espèces d'oiseaux ont été observées. La famille des hérons qui compte une dizaine de couple en 2006 en compte 300 en 2019,,.

### Flore
L'abandon récent de la maïsiculture n'a pas encore permis la résurgence de la végétation originelle. Ainsi, une grande partie du territoire de l'île est couvert de friches herbacées. Des espèces telles que la baldingère, la nivéole d'été ou la laîche tendent cependant à se répandre.
Des plantes rares et protégées, telles l'œnanthe de Foucaud (Œnanthe foucaudii) ou l'angélique à fruits variés (Angelica heterocarpa), trouvent également sur l'île un terrain propice à leur épanouissement.
Quelques bosquets couvrent une partie de l'île. Les arbres les plus fréquemment rencontrés sont l'orme, le chêne pédonculé, le saule blanc et surtout le frêne.
Enfin, les berges sont couvertes de roselières.

### Faune
Les principales espèces animales présentes sur l'île sont les oiseaux, du fait de sa situation sur un axe migratoire important entre l'Europe du Nord et l'Afrique. 108 espèces y ont déjà été observées, dont des milans, des busards des roseaux, des butors, des torcols fourmiliers, des hérons pourprés ou des canards siffleurs.
Parmi les mammifères ayant élu domicile sur l'île, les campagnols et les ragondins sont prépondérants. D'autres espèces animales ont également été aperçues, dont des loutres, des visons d'Europe ou des renards.

## Visites
L'accès à l'île est organisé par des bateliers au départ de Bordeaux, Blaye, Cussac et Vitrezay (Saint-Bonet-sur-Gironde). Un ponton permet le débarquement au niveau de l'ancien village Sans-Pain.
Le village et les digues qui l'encadrent sont accessibles au public ainsi que le marais au sud du village. Un chemin y parcourt le sommet de la digue du casier sur près de 2 km. Ce chemin se prolonge, à l'extrémité sud de l'île, par un sentier en passerelle sur 600 m qui permet de pénétrer dans le boisement alluvial. Par contre le nord de l'ancienne île Sans-Pain et la totalité de l'ancienne île Bouchaud sont interdits à la visite afin de limiter le dérangement de la faune sauvage. Le parcours est ponctué par des panneaux d'interprétation et par un observatoire. Des guides interviennent régulièrement sur le site,.